# Habrera Hativit
Habrera Hativit (הברירה הטבעית), aussi écrit Habrera Hativeet, est un groupe de musiques du monde israélien formé en 1977. Avec des musiciens venant de divers horizons culturels, il produit une musique acoustique mêlant l'Orient et l'Occident.

## Histoire
Shlomo Bar est né en 1943 à Rabat, au Maroc. Il avait comme principales inspirations musicales des thèmes bibliques et israéli contemporain. Sur scène, Bar captive son public d'abord par un rythme régulier à la batterie, puis en entraînant les autres musiciens dans une harmonie instrumentale et vocale. Il arrange et compose la plupart des chansons du groupe, joue de la batterie et de la flûte, le tout accompagné de voix.
Shlomo Bar et les membres du groupe ont créé un style musical unique, que l'on peut peut-être qualifier de « musique rock du monde » - influencé par la musique traditionnelle arabe et nord-africaine ; des styles indiens et persans ; des hymnes de prière ; Mais aussi du rock progressif des années 1970. Le contenu des chansons était également différent des chansons pop qui prévalaient à la radio israélienne dans les années 1970, ou de la musique des « chanteurs de caste » et combinait protestation politique contre la discrimination du groupe ethnique Mizrahi en Israël et contre d'autres injustices sociales,.
De plus, Bar utilisait souvent un style lyrique ou des chansons de poètes. L'une des chansons les plus connues du groupe, ילדים זה שמחה (Children is Joy) (sur des paroles du dramaturge Yehoshua Sobol, tirées de la pièce Kriza), est diffusée à la radio malgré de fortes protestations contre la politique des naissances et la discrimination sectaire et économique dans l'État d'Israël, en raison de sa mélodie entraînante (par rapport aux chansons du groupe) et de son style lyrique. Outre Sobol, le groupe a composé des chansons d'autres poètes : Avraham Halfi, Erez Biton, Leah Goldberg, Natan Zach.
Parmi les chansons les plus connues du groupe figurent : ילדים זה שמחה (Children is Joy), אצלנו בכפר טודרא (Atzelano in Kfar Todra) et שיר השוק (Market Song).

## Membres

### Membres actuels
- Shlomo Bar - voix, batterie, flûte
- Samson Kahemkar - violon, sitar
- Menashe Sasson - santour
- Ilan Ben-Ami - guitare, oud, cümbüş
- Emmanuel Mann - basse, contrebasse
- Ellen Dan - hautbois, cor

### Membres additionnels
- Yael Offenbach - tabla
- Nir Sarussi
- Ilan Aviv - santour, guitare, batterie, basse, clavier
- Eli Digme - saz, oud, guitare
- Albert Vaacneen - bendir
- Albert Piamenta - saxophone
- Avi Singolda - guitare
- Nitsan-Chen Razel - violon

## Discographie
- 1979 : Origins
- 1980 : Waiting for Samson (live)
- 1982 : Woven Thread
- 1985 : Out of Broken Vessels
- 1988 : Beyond the Wall
- 1991 : Wandering
- 1993 : Black Beats
- 1994 : David & Salomon
- 1996 : Barefoot
- 2003 : Faithfull water (double)
- 2006 : Low Cloud